# Vierschanzentournee 1966/67
Bei der 15. Vierschanzentournee 1966/67 fand das Springen in Oberstdorf am 30. Dezember statt, am 1. Januar folgte das Springen in Garmisch-Partenkirchen und am 6. Januar das Springen in Innsbruck. Die Veranstaltung in Bischofshofen wurde am 8. Januar durchgeführt. Gesamtsieger wurde der Norweger Bjørn Wirkola vor dem Österreicher Sepp Lichtenegger und Dieter Neuendorf aus der DDR.

## Nominierte Athleten
Mit Kankkonen,  Neuendorf und Wirkola waren die drei bestimmenden Protagonisten der letzten Tournee wieder am Start, wobei Wirkola als zweifachem Weltmeister vom Holmenkollen eine gewisse Favoritenrolle zugeschrieben wurde. Das bundesdeutsche Team hatte mit dem Neuling Franz Keller den aktuellen Deutschen Meister am Start, von dem man sich einiges versprach. Auch Sepp Bradl, Trainer der Österreicher, versprach sich von seinem Team nach jahrelanger Durststrecke eine erfolgreiche Tournee. Erstmals waren japanische Springer bei der Vierschanzentournee am Start.
| Nation             | Athleten |
| ------------------ | --- |
| BR Deutschland     | Wolfgang Happle, Henrik Ohlmeyer, Heini Ihle, Franz Keller, Günther Göllner, Alfred Winkler, Oswald Schinze, Karl-Heinz Munk                                                                             |
| DDR                | Dieter Neuendorf, Veit Kührt, Manfred Queck, Peter Lesser, Wolfgang Stöhr, Heinz Schmidt |
| Österreich         | Max Golser, Sepp Lichtenegger, Willy Schuster, Baldur Preiml, Reinhold Bachler, Albert Heim, Walter Schwabl, Erich Schwabl, Fritz Gamweger, Willi Egger, Heinz Themesl, Janko Zwitter, Franz Kuchlbacher |
| Finnland           | Veikko Kankkonen, Niilo Halonen, Heikki Väisänen, Olli Korhonen, Erkki Pukka, Paavo Maunu |
| Frankreich         | Alain Macle, Gilbert Poirot, Jean-Marie Poirot, James Yerrly |
| Japan              | Takashi Fujisawa, Yoshihiko Itō, Kimio Saitō |
| Jugoslawien        | Ludvik Zajc, Marjan Pečar, Peter Eržen, Stanko Smolej |
| Italien            | Giacomo Aimoni, Mario Cecon, Ezio Damolin |
| Kanada             | Ulf Kvendbo, Pat Morris, Slawomir Kardas |
| Norwegen           | Björn Wirkola, Ronald Jensen, Christoffer Selbekk |
| Polen              | Józef Przybyła, Piotr Wala, Ryszard Witke, Józef Kocyan |
| Schweden           | Mats Östman, Tord Karlsson, Tommy Karlsson |
| Schweiz            | Hans Schmid, Sepp Zehnder, Max Walter, Richard Pfiffner |
| Sowjetunion        | Koba Zakadse, Michail Weretennikow, Waleri Jemeljanow, Pjotr Kowalenko |
| Tschechoslowakei   | Jiří Raška, Rudolf Höhnl, Zbyněk Hubač, František Rydval, Dalibor Motejlek, Ladislav Divila |
| Vereinigte Staaten | Jay Martin, Adrian Watt, Dave Lundmark |

## Oberstdorf
- Datum: 30. Dezember 1966[2]
- Land:  BR Deutschland
- Schanze: Schattenbergschanze
- Zuschauer: 5.000

Bei widrigen Wetterbedingungen, wo Schnee, Sonnenschein und Regen sich beständig abwechselten, sorgten die DDR-Springer für einen nicht unbedingt erwarteten Doppelerfolg durch Dieter Neuendorf und Peter Lesser. Hatte nach dem ersten Durchgang noch Waleri Jemeljanow geführt, so konnte sich Neuendorf mit der Tagesbestweite von 73,5 Metern noch an die Spitze schieben. Insgesamt blieb der Wettbewerb bis zum Schluss spannend und selbst der neuntplatzierte Athlet hatte nicht einmal zehn Punkte Rückstand auf den Tagessieger. Für zufriedene Gesichter bei den Österreichern sorgte Sepp Lichtenegger, der Rang fünf belegte. Durch den knappen Wettkampfausgang, bei dem sich die Mitfavoriten Wirkola und Kankkonen den dritten Platz sogar teilten, konnte sich Neuendorf in Bezug auf die Gesamtwertung nicht absetzen.
| Pos. | Springer             | Land             | Punkte |
| ---- | -------------------- | ---------------- | ------ |
| 1.   | Dieter Neuendorf     | DDR              | 202,2  |
| 2.   | Peter Lesser         | DDR              | 201,5  |
| 3.   | Veikko Kankkonen     | Finnland         | 200,6  |
| 3.   | Bjørn Wirkola        | Norwegen         | 200,6  |
| 5.   | Sepp Lichtenegger    | Österreich       | 198,9  |
| 6.   | Józef Przybyła       | Polen            | 198,3  |
| 7.   | Waleri Jemeljanow    | Sowjetunion      | 194,5  |
| 7.   | Michail Weretennikow | Sowjetunion      | 194,5  |
| 9.   | Wolfgang Stöhr       | DDR              | 192,6  |
| 10.  | Zbyněk Hubač         | Tschechoslowakei | 190,3  |

## Garmisch-Partenkirchen
- Datum: 1. Januar 1967[4]
- Land:  BR Deutschland
- Schanze: Große Olympiaschanze

Bei Dauerregen war Bjørn Wirkola vor allem dank seiner Haltungsnoten das Maß der Dinge, setzte aber auch im ersten Durchgang mit der Tagesbestweite von 91,5 gleich eine Duftmarke. Da die Spur im zweiten Durchgang noch weicher wurde, gelang es niemandem mehr, den Norweger zu überflügeln. Der Österreicher Reinhold Bachler konnte sich jedoch durch einen Sprung von 89,5 Metern am Ende äußerst knapp mit 0,4 Punkten Vorsprung etwas überraschend auf den zweiten Platz vor dem Finnen Kankkonen platzieren. Dieter Neuendorf kam 8,5 Punkte hinter Wirkola auf Platz vier ein und verlor damit die Gesamtführung. Dennoch war der Rückstand vor dem Springen in Innsbruck noch keinesfalls uneinholbar.
| Zwischenstand nach 2 Springen | Zwischenstand nach 2 Springen | Zwischenstand nach 2 Springen |
| Pos.                          | Springer                      | Punkte                        |
| ----------------------------- | ----------------------------- | ----------------------------- |
| 01.                           | Wirkola                       | 429,6                         |
| 02.                           | Kankkonen                     | 423,0                         |
| 03.                           | Neuendorf                     | 422,7                         |

| Pos. | Springer          | Land             | Punkte |
| ---- | ----------------- | ---------------- | ------ |
| 1.   | Bjørn Wirkola     | Norwegen         | 229,0  |
| 2.   | Reinhold Bachler  | Österreich       | 222,8  |
| 3.   | Veikko Kankkonen  | Finnland         | 222,4  |
| 4.   | Dieter Neuendorf  | DDR              | 220,5  |
| 5.   | Manfred Queck     | DDR              | 215,8  |
| 6.   | Waleri Jemeljanow | Sowjetunion      | 214,1  |
| 7.   | Peter Lesser      | DDR              | 213,0  |
| 8.   | Ronald Jensen     | Norwegen         | 209,4  |
| 9.   | Jiří Raška        | Tschechoslowakei | 208,8  |
| 10.  | Max Golser        | Österreich       | 208,4  |

## Innsbruck
- Datum: 6. Januar 1967[6]
- Land:  Österreich
- Schanze: Bergiselschanze
- Zuschauer: 10.000

Das Springen in Innsbruck sollte eine Vorentscheidung im Kampf um den Gesamtsieg werden. Zunächst erntete Spitzenreiter Wirkola nach dem ersten Durchgang sogar Pfiffe, da sein 90-Meter-Sprung so gut bewertet wurde, das selbst weiter springende Starter sich hinter ihm einreihen mussten. Etwas überraschend lagen nach dem ersten Durchgang Franz Keller auf Platz zwei und der bis dahin unbekannte amerikanische Springer Jay Martin auf Platz drei. Mitfavorit Dieter Neuendorf sprang zwar mit 92 Metern die größte Weite im ersten Durchgang, doch durch seine schlechte Landung bekam er in der Haltung hohe Punktabzüge. Veikko Kankkonen, ein weiterer Konkurrent Wirkolas konnte nach seinen 81 Metern im ersten Durchgang seine Hoffnungen auf den Gesamtsieg im Prinzip begraben. Für Begeisterung beim Publikum sorgte Sepp Lichtenegger, der zunächst auf dem  fünften Platz stand. Im zweiten Durchgang zeigte aber Wirkola mit der Tagesbestweite von 93,5 Metern seine klaren Titelambitionen und gewann letztlich den Wettbewerb vor dem Überraschungszweiten Franz Keller und dem vom Publikum umjubelten Österreicher Sepp Lichtenegger. Dieter Neuendorf kam zunächst gut vom Schanzentisch weg, geriet aber später aus der Luftfahrt und hatte Mühe, den Sprung bei 87 Metern zu stehen. Mit einem Rückstand von über 20 Punkten kam er auf Platz sieben ein. Damit lag Wirkola nach drei Springen 30 Punkte vor Neuendorf, der immer noch einen sehr guten zweiten Platz in der Gesamtwertung innehatte. Durch seine Beständigkeit und auch vom 27. Platz Kankkonens profitierend schob sich Neuendorfs Mannschaftskollege Peter Lesser auf Platz drei in der Gesamtwertung.
| Zwischenstand nach 3 Springen | Zwischenstand nach 3 Springen | Zwischenstand nach 3 Springen |
| Pos.                          | Springer                      | Punkte                        |
| ----------------------------- | ----------------------------- | ----------------------------- |
| 01.                           | Wirkola                       | 667,3                         |
| 02.                           | Neuendorf                     | 637,1                         |
| 03.                           | Lesser                        | 629,7                         |

| Pos. | Springer            | Land               | Punkte |
| ---- | ------------------- | ------------------ | ------ |
| 1.   | Bjørn Wirkola       | Norwegen           | 237,0  |
| 2.   | Franz Keller        | BR Deutschland     | 228,3  |
| 3.   | Sepp Lichtenegger   | Österreich         | 223,2  |
| 4.   | Christoffer Selbekk | Norwegen           | 222,0  |
| 5.   | Jiří Raška          | Tschechoslowakei   | 215,9  |
| 6.   | Peter Lesser        | DDR                | 215,2  |
| 7.   | Dieter Neuendorf    | DDR                | 214,4  |
| 8.   | Jay Martin          | Vereinigte Staaten | 214,0  |
| 9.   | Peter Eržen         | Jugoslawien        | 213,7  |
| 10.  | Józef Kocyan        | Polen              | 213,2  |

## Bischofshofen
- Datum: 8. Januar 1967[8]
- Land:  Österreich
- Schanze: Paul-Außerleitner-Schanze

Das Springen in Bischofshofen geriet für Wirkola eher zum Schaulaufen, der mit Sprüngen von 102 und 104 Metern klar den Wettbewerb beherrschte. Lediglich Jiří Raška konnte mit Sprüngen von 100 und 101,5 Metern mit dem Norweger halbwegs mithalten. Der nach Pressemeinung nicht mit dem letzten Elan springende Dieter Neuendorf brachte es nur auf Sprünge von 95,5 und 96 Metern, die ihn am Ende auf Platz einbrachten. Sepp Lichtenegger belegte erneut einen nicht unbedingt erwarteten und vielumjubelten dritten Platz und konnte in der Gesamtwertung auf die bis dahin vor ihm platzierten Springer noch wertvolle Punkte gut machen. Der bis dahin Drittplatzierte Peter Lesser musste einer im Training erlittenen Verletzung Tribut zollen, hielt sich aber mit Platz 14 achtbar.
| Pos. | Springer          | Land               | Punkte |
| ---- | ----------------- | ------------------ | ------ |
| 1.   | Bjørn Wirkola     | Norwegen           | 242,7  |
| 2.   | Jiří Raška        | Tschechoslowakei   | 233,4  |
| 3.   | Sepp Lichtenegger | Österreich         | 219,4  |
| 4.   | Ronald Jensen     | Norwegen           | 219,1  |
| 5.   | Veikko Kankkonen  | Finnland           | 214,8  |
| 6.   | Dieter Neuendorf  | DDR                | 209,4  |
| 6.   | Zbyněk Hubač      | Tschechoslowakei   | 209,4  |
| 8.   | Franz Keller      | BR Deutschland     | 208,9  |
| 9.   | Adrian Watt       | Vereinigte Staaten | 206,8  |
| 10.  | Manfred Queck     | DDR                | 205,3  |

## Gesamtstand
Der Norweger Bjørn Wirkola drückte der 15. Vierschanzentournee seinen Stempel auf und gewann drei von vier Wettbewerben. Trotz eines eher überraschenden Doppelsieges der DDR-Springer im Auftaktspringen von Oberstdorf konnte Wirkola in den nachfolgenden drei Wettbewerben den Vorsprung zur Konkurrenz stetig ausbauen und am Ende seinen ersten Tourneesieg mit über 60 Punkten Vorsprung feiern. Entscheidend war dabei vor allem das Springen in Innsbruck, wo Wirkola seinem ärgsten Verfolger Dieter Neuendorf über 20 Punkte abnahm und Mitfavorit Veikko Kankkonen mit Platz 27 sogar die Hoffnungen auf einen Podestplatz in der Gesamtwertung begraben musste. Durch zwei dritte Plätze in den letzten beiden Springen konnte der Österreicher Sepp Lichtenegger vor heimischer Kulisse etwas überraschend den zweiten Platz in der Gesamtwertung belegen, wobei er erst im letzten Springen Dieter Neuendorf noch einholte und mit knappen 1,1 Punkten Vorsprung auf den dritten Platz verwies.
| Rang | Name                 | Nation           | Gesamt- wertung | Oberst- dorf | Garmisch- Partenk. | Inns- bruck- | Bischofs- hofen |
| ---- | -------------------- | ---------------- | --------------- | ------------ | ------------------ | ------------ | --------------- |
| 01   | Bjørn Wirkola        | Norwegen         | 910,0           | 200,6 / 03.  | 229,0 / 01.        | 237,0 / 01.  | 242,7 / 01.     |
| 02   | Sepp Lichtenegger    | Österreich       | 847,6           | 198,9 / 05.  | 206,1 / 16.        | 223,2 / 03.  | 219,4 / 03.     |
| 03   | Dieter Neuendorf     | DDR              | 846,5           | 202,2 / 01.  | 220,5 / 04.        | 214,4 / 07.  | 209,4 / 06.     |
| 04   | Veikko Kankkonen     | Finnland         | 834,8           | 200,6 / 03.  | 222,4 / 03.        | 197,0 / 27.  | 214,8 / 05.     |
| 05   | Peter Lesser         | DDR              | 833,0           | 201,5 / 02.  | 213,0 / 07.        | 215,2 / 06.  | 203,3 / 14.     |
| 06   | Franz Keller         | BR Deutschland   | 820,8           | 180,2 / 23.  | 203,4 / 21.        | 228,3 / 02.  | 208,9 / 08.     |
| 07   | Jiří Raška           | Tschechoslowakei | 820,1           | 162,0 / 42.  | 208,8 / 09.        | 215,9 / 05.  | 233,4 / 02.     |
| 08   | Zbyněk Hubač         | Tschechoslowakei | 812,6           | 190,3 / 10.  | 206,6 / 15.        | 206,3 / 16.  | 209,4 / 06.     |
| 09   | Józef Przybyła       | Polen            | 811,9           | 198,3 / 06.  | 202,0 / 22.        | 207,0 / 15.  | 206,6 / 12.     |
| 10   | Michail Weretennikow | Sowjetunion      | 810,2           | 194,5 / 07.  | 207,9 / 12.        | 205,0/ 18.   | 202,8 / 15.     |